# Tenerella
Tenerella is een geslacht van Phasmatodea uit de familie Pseudophasmatidae. De wetenschappelijke naam van dit geslacht is voor het eerst geldig gepubliceerd in 1906 door Redtenbacher.

## Soorten
Het geslacht Tenerella omvat de volgende soorten:
- Tenerella roseipennis (Redtenbacher, 1906)
- Tenerella tenerrima Redtenbacher, 1906